# Eunha
Jung Eun-bi (hangul: 정은비, hanja: 丁恩妃; Seúl, 30 de mayo de 1997), más conocida como Eunha (은하), es una cantante y actriz surcoreana. Es una de las vocalistas principales del grupo GFriend, y forma parte del trío musical Viviz desde octubre de 2021.

## Primeros años
Eunha nació en Seúl, Corea del Sur el 30 de mayo de 1997. Ella fue actriz de niña, y tuvo un papel en el drama televisivo Love and War en el año 2007. Cuando tenía 7 años, se le diagnosticó con Histiocitosis de células de Langerhans (LCH). Estuvo en tratamiento para su enfermedad y se le hicieron análisis de sangre regularmente hasta que llegó al sexto grado de educación primaria. El tratamiento fue satisfactorio y fue curada sin posibilidad de recaída en la enfermedad.

## Carrera
Comenzó su carrera como actriz infantil a temprana edad en 2007, protagonizó el drama The Clinic for Married Couples: Love and War. Para luego retirarse por problemas de salud, reintegrándose a la industria del entretenimiento más tarde como aprendiz de K-pop. 

### 2015-2021 Carrera en GFriend
Eunha debutó como miembro de la banda femenina surcoreana GFriend al comienzo de 2015 con la canción «Glass Bead». Participó en el sencillo «Han River at Night», del Pro C el 21 de octubre de 2015. El primer lanzamiento en solitario de Eunha fue la canción «Don't Come With Bye», grabada para la banda sonora del drama de televisión Six Flying Dragons. Fue lanzado el 7 de marzo de 2016.
Interpretó un papel en el web drama Oh My God! Tip con Park Kyung de Block B. Eunha colaboró también con él en el sencillo «Inferiority Complex», junto con Park Kyung  realizado el 25 de mayo de 2016.

### 2021: Nueva agencia y debut en Viviz
En 2021 después de salir de su anterior agencia Source Music, se une a BPM Entertainment el 6 de octubre de 2021, para formar un nuevo grupo llamado Viviz junto con sus compañeras de GFriend, SinB y Umji. El 5 de noviembre de 2021, participó en una colaboración en «MAKE U DANCE», sencillo debut de Adora ex productora de Big Hit Music quien ha escrito canciones para BTS y dejó la agencia en 2020.

## Discografía

### Sencillos digitales
| Título                                                          | Año  | Posición en listas de éxitos | Ventas | Álbum              |
| Título                                                          | Año  | KOR                          | Ventas | Álbum              |
| --------------------------------------------------------------- | ---- | ---------------------------- | ------ | ------------------ |
| «Pat Pat»                                                       | 2024 |                              |        | Sencillo sin álbum |
| "—" indica lanzamientos que no se han producido en esta región. |      |                              |        |                    |

### Sencillos digitales en colaboración

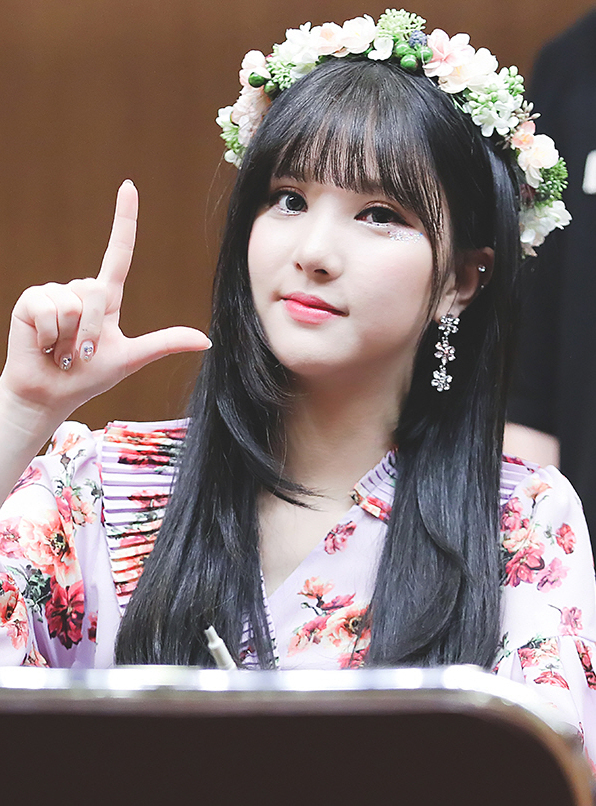
Eunha

| Título                                                          | Año  | Posición en listas de éxitos | Ventas | Álbum                        |
| Título                                                          | Año  | KOR                          | Ventas | Álbum                        |
| --------------------------------------------------------------- | ---- | ---------------------------- | ------ | ---------------------------- |
| «Taxi» (Sunny Girls (Eunha, YooA, Cheng Xiao, Nayoung y Nancy)  | 2016 | —                            | N/A    | Inkigayo Music Crush Part. 2 |
| «Hold Your Hand»(왼손 오른손)» (Chunji y Eunha)                 | 2017 | —                            | N/A    | Sencillo sin álbum           |
| «Blossom» (Ravi y Eunha)                                        | 2019 | 67                           | N/A    | Sencillo sin álbum           |
| «Who?» (Xiumin y Eunha)                                         | 2022 | —                            | N/A    | Sencillo sin álbum           |
| «Slam Dunk » (Mighty Mouth y Eunha)                             | 2023 |                              |        | Sencillo sin álbum           |
| "—" indica lanzamientos que no se han producido en esta región. |      |                              |        |                              |

### Sencillos como artista invitada
| Título                                                          | Año  | Posición en listas de éxitos | Ventas         | Álbum                  |
| Título                                                          | Año  | KOR                          | Ventas         | Álbum                  |
| --------------------------------------------------------------- | ---- | ---------------------------- | -------------- | ---------------------- |
| «Han River at Night» (밤에 본 한강) (Pro C y Eunha)             | 2015 | —                            | N/A            | Sencillo sin álbum     |
| «Inferiority Complex» (자격지심) (Park Kyung y Eunha)           | 2016 | 3                            | - KOR: 888,848 | Notebook               |
| «Firefly» (Hwang Chi Yeul y Eunha)                              | 2016 | —                            | N/A            | Fall in , girl Vol. 1  |
| «Chemistry» (케미) (MC Mong y Eunha)                            | 2016 | 31                           | - KOR: +40,317 | U.F.O (Utter Force On) |
| «MAKE U DANCE» (Adora y Eunha)                                  | 2021 | —                            | N/A            | Sencillo sin álbum     |
| "—" indica lanzamientos que no se han producido en esta región. |      |                              |                |                        |

### Bandas sonoras
| Title                                                              | Año  | Posición en listas de éxitos | Ventas         | Álbum                            |
| Title                                                              | Año  | KOR                          | Ventas         | Álbum                            |
| ------------------------------------------------------------------ | ---- | ---------------------------- | -------------- | -------------------------------- |
| «Don't Come With Bye» (이별로 오지마)                              | 2016 | 98                           | - KOR: +14,007 | Six Flying Dragons OST Parte 7   |
| «Love-ing» (사랑 ing)                                              | 2017 | 82                           | KOR: 25,699+   | Temperature of Love OST Parte 2  |
| «You Look Nice Today» (오늘따라 예쁘다) (featuring Yoon Ddan Ddan) | 2017 | —                            | N/A            | The Package OST Parte 5          |
| «Hope» (희망) KR Ver                                               | 2017 | —                            | N/A            | Grand Chase for Kakao OST        |
| «So In Love»                                                       | 2018 | —                            | N/A            | Lovely Horribly OST Parte 4      |
| «Tell me» (말해줘요)                                               | 2019 | —                            | N/A            | The Crowned Clown OST Parte 3    |
| «Mr. Stranger» (featuring Kisum)                                   | 2019 | —                            | N/A            | Absolute Boyfriend OST Parte 3   |
| «¡BUDDY! Birdie!» (버디크러시) KR Ver                              | 2021 | —                            | N/A            | Birdie Crush OST                 |
| «¡BUDDY! Birdie!» (バーディークラッシュ) JP Ver                    | 2021 | —                            | N/A            | Birdie Crush OST                 |
| «¡BUDDY! Birdie!» EN Ver                                           | 2021 | —                            | N/A            | Birdie Crush OST                 |
| «Pit-A-Pat» (설레)                                                 | 2021 | —                            | N/A            | She Would Never Know OST Parte 3 |
| «At the end of Time» (시간의 끝에서)                               | 2021 | —                            | N/A            | The Stairway of Time OST         |
| «Telepathy»                                                        | 2022 | —                            | N/A            | Under the Oak Tree OST           |
| «Do You Know»                                                      | 2022 |                              |                | The Forbidden Marriage OST       |

### Créditos de composición
Todos los créditos de las canciones están adaptados de la base de datos de la Korea Music Copyright Association.
| Título        | Año  | Álbum                 | Artista | Letrista | Compositor | Arreglista |
| ------------- | ---- | --------------------- | ------- | -------- | ---------- | ---------- |
| «Hope»        | 2019 | Fever Season          | GFriend | Yes      | No         | No         |
| "«Apple»      | 2020 | 回:Song of the Sirens | GFriend | Yes      | Yes        | No         |
| «Tarot Cards» | 2020 | 回:Song of the Sirens | GFriend | Yes      | Yes        | No         |
| «Mago»        | 2020 | 回:Walpurgis Night    | GFriend | Yes      | Yes        | No         |
| «Night Drive» | 2020 | 回:Walpurgis Night    | GFriend | Yes      | Yes        | No         |

## Filmografía

### Dramas
| Año  | Título                   | Televisión  | Personaje            | Nota                                           |
| ---- | ------------------------ | ----------- | -------------------- | ---------------------------------------------- |
| 2007 | Love & War (사랑과 전쟁) | KBS 2       | Im Su-young (임수영) | Episodio 402, con su nombre real (Jung Eun-bi) |
| 2016 | Oh My God! Tip           | MBC MBig TV | Ella misma           | Web drama                                      |

### Reality y shows de variedades
| Año        | Programa                               | Televisión | Notas                                            |
| ---------- | -------------------------------------- | ---------- | ------------------------------------------------ |
| 2015       | 10th Idol Star Athletics Championships | MBC        | con Sowon, Yuju y Umji                           |
| 2015       | Running Man                            | SBS        | ep. 272 - junto a G-Friend                       |
| 2016       | King of Mask Singer                    | MBC        | Episodio 67-68, participó como "Fresh Santorini" |
| 2016       | The Show                               | SBS MTV    | Special MC                                       |
| 2016       | 12th Idol Star Athletics Championships | MBC        | con Yerin, Yuju, SinB and Umji                   |
| 2016       | Hello Friends                          | KBS        | con Yerin, Yuju and Umji                         |
| 2015, 2017 | Hello Counselor                        | KBS2       | Invitada, Ep. 254, 337                           |
| 2021       | Play On Challenge Joker Wars           | YouTube    | Participante en los 6 episodios                  |
| 2021       | Veggie Earth                           | EBS        | Invitadada, Ep 2                                 |
| 2022       | King of Mask Singer                    | MBC        | Episodio 341-342, participó como "Happy Ending"  |

### Apariciones en vídeos musicales
| Año  | Video Musical               | Artista        | Notas                    |
| ---- | --------------------------- | -------------- | ------------------------ |
| 2015 | "You're Beautiful" (예뻐서) | Yoo Seung-woo  |                          |
| 2015 | "Sweetie Pie" (다이뻐)      | Lee Seung-hwan | con el resto de GFriend. |
| 2016 | "Cool Girl" (멋진여자)      | Jin Hae-sung   |                          |

## Premios y nominaciones

### Mnet Asian Music Awards(MAMA)

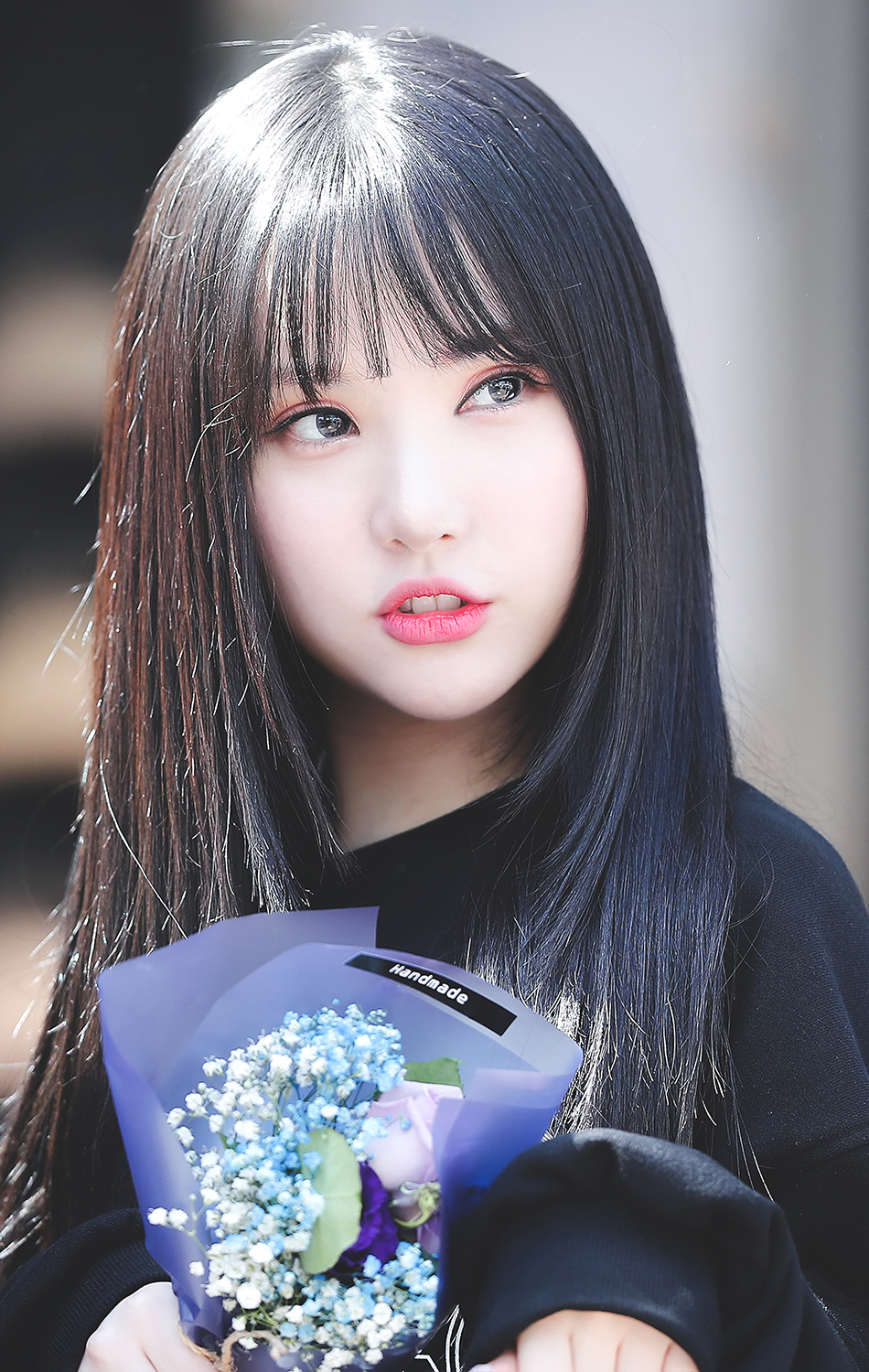
Eunha en un evento de firma de fans auspiciado por Reebok, en 2018

| Año  | Premio             | Nominado                                    | Resultado |
| ---- | ------------------ | ------------------------------------------- | --------- |
| 2016 | Mejor Colaboración | «Inferiority Complex» by Park Kyung & Eunha | Nominado  |
| 2016 | Canción del año    | «Inferiority Complex» by Park Kyung & Eunha | Nominado  |

### Melon Music Awards(MMA)
| Año  | Premio      | Nominado                                    | Resultado |
| ---- | ----------- | ------------------------------------------- | --------- |
| 2016 | Rap/Hip Hop | «Inferiority Complex» by Park Kyung & Eunha | Nominado  |

### Golden Disk Awards(GDA)
| Año  | Premio          | Nominado                                    | Resultado |
| ---- | --------------- | ------------------------------------------- | --------- |
| 2017 | Digital Bonsang | «Inferiority Complex» by Park Kyung & Eunha | Nominado  |